# Mariana de Jesús Torres
Mariana Francisca de Jesús Torres y Berriochoa (Vizcaya, España, 1563 - Quito, Ecuador, 16 de enero de 1635) hija de Diego Torres Cádiz y de Doña María Berriochoa Álvaro. Fue una de las fundadoras del primer convento de monjas concepcionistas (inmaculada Concepción) en América, así como su segunda Abadesa.
Es recordada principalmente, además de su trabajo como monja concepcionista por ser la receptora de las apariciones de Nuestra Señora del Buen Suceso. La orden de la inmaculada concepción, fundada pocos años antes del descubrimiento de América, fue una de las primeras en asentarse en la Real Audiencia de Quito, junto a los franciscanos, agustinos y mercedarios. En este caso, esta orden religiosa concentraba especialmente a mujeres que decidieron consagrar su vida.
Su vida, su testimonio de la aparición de la virgen, y su muerte, rodeada de milagros, marcó el inicio del misticismo católico en Ecuador. 

## Biografía

### Primeros años
Nacida en la provincia de Vizcaya, España, en 1563, fue bautizada con el nombre de Mariana Francisca. Desde su infancia, mostró una notable inclinación hacia la virtud y un profundo amor por las Sagradas Escrituras. A la temprana edad de nueve años, recibió su primera comunión, durante la cual experimentó un éxtasis místico en el que conversó con la Virgen Inmaculada. La Virgen le reveló la importancia del voto de castidad y le pidió que lo profesara pronto, considerándola esposa de su divino Hijo. Mariana pronunció el voto siguiendo la fórmula enseñada por la Virgen.

### Llegada a América y aparición mariana
Mariana de Jesús Torres fue una hermana concepcionista española que viajó desde su país a la Real Audiencia de Quito a los trece años para ayudar a fundar el Real Convento en la ciudad homónima. Su vida religiosa empezó de forma temprana cuando el 8 de septiembre del año 1579 a los 15 años se consagró al Señor.
 

En el año 1556, gracias a la petición de que se funde un Monasterio de la limpia Concepción, Mariana de Jesús Torres fue elegida para venir a América y cumplir con esta solicitud. Su tía, la madre priora, la sometió a diversas pruebas para fomentar su humildad, las cuales soportó. El 4 de octubre de 1579, profesó solemnemente sus votos, tomando el nombre de Mariana de Jesús. Durante la profesión, experimentó otro éxtasis en el que su Esposo celestial le entregó un anillo místico simbolizando sus votos de pobreza, castidad, obediencia y clausura. Se le reveló que su vida sería un martirio continuo, exceptuando las tentaciones contra la pureza angelical, lo cual aceptó con humildad y el deseo de imitar la vida de Cristo. 

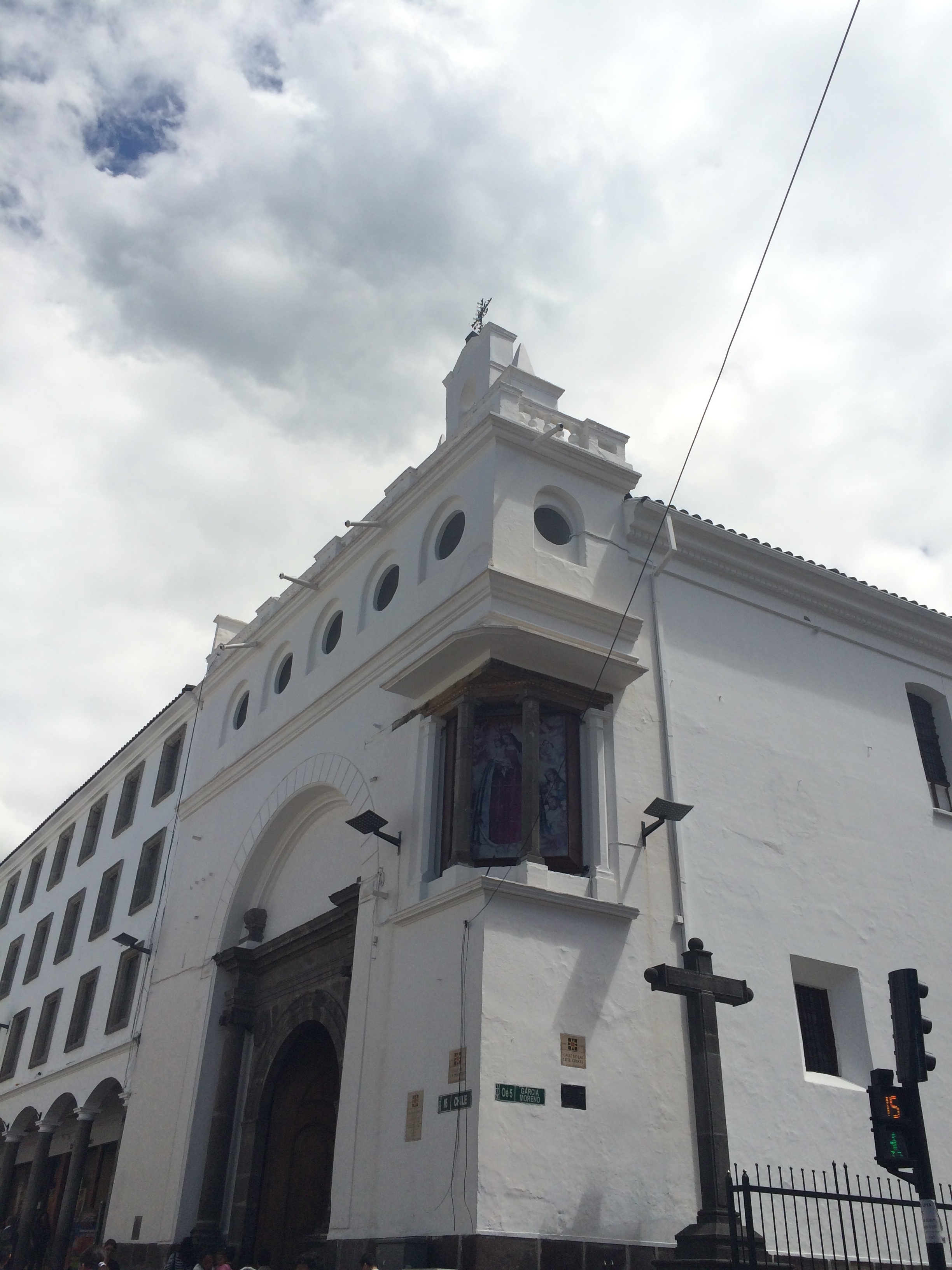
Convento de la Inmaculada Concepción en Quito, donde descansan sus restos

Durante su vida, fue tres veces superiora del Convento que ayudó a fundar, lo que le dio un rol importante en los primeros años de la historia de la Audiencia de Quito, a la par de grandes religiosos como Fray Jodoco Ricke, Fray Pedro Bedón o Fray Pedro Gosseal. Durante su primer mandato como abadesa, sufrió persecuciones por parte de un grupo de monjas rebeldes que querían relajar la Regla dentro del convento. La rebelión creció y las hermanas que eran consideradas como inobservantes, la metieron en la cárcel del Convento, junto con las demás Madres Fundadoras españolas. La Madre Mariana aceptó con mucha paciencia y piedad su condición y aceptó el sufrimiento que esto conllevaba. 
Uno de los hechos más destacados de la vida de Mariana fueron las visiones y favores místicos que, se cree en la Iglesia católica, le fueron concedidos. Según las crónicas de su vida, se cree que la profecía que escuchó de la Virgen del Buen Suceso decían lo siguiente:
La joven monja oyó una voz: «Este castigo es para el siglo XX». Entonces vio tres espadas colgando sobre la cabeza de Nuestro Señor, cada una con una inscripción. 
En la primera estaba escrito: «Castigaré la herejía»; en la segunda: «Castigaré la blasfemia»; y en la tercera: «Castigaré la impureza».
Entonces la Santísima Virgen se dirigió a la joven monja: «Hija mía, ¿deseas sacrificarte por estas personas?».

«Estoy dispuesta», respondió la monja. En ese momento, las tres espadas se clavaron en el corazón de la monja, que cayó muerta por la violencia del dolor.
Posterior a esto entre 1582 y en 1634 a partir de las apariciones marianas de Nuestra Señora del Buen Suceso, sería conocida como la "Monja que muere tres veces", hechos que se desarrollaron de la siguiente manera:

### Aparición de la Virgen y primera muerte
La primera fue en 1582. Tuvo una visión apocalíptica en la que presenció la ira divina manifestada en tres espadas que amenazaban al mundo del siglo XX por la herejía, la blasfemia y la impureza. La Virgen María le preguntó si deseaba sacrificarse por los pecadores, a lo que accedió, recibiendo las heridas de las espadas en su corazón y quedando sin vida. Sin embargo, regresó a la vida tras las oraciones de la comunidad. Ante el tribunal, fue juzgada irreprochable y se le dio a elegir: permanecer en la gloria celestial en el Cielo o volver a la tierra para sufrir como víctima expiatoria por los pecados del siglo XX. Eligió esta última opción.

### Segunda muerte y construcción de la imagen

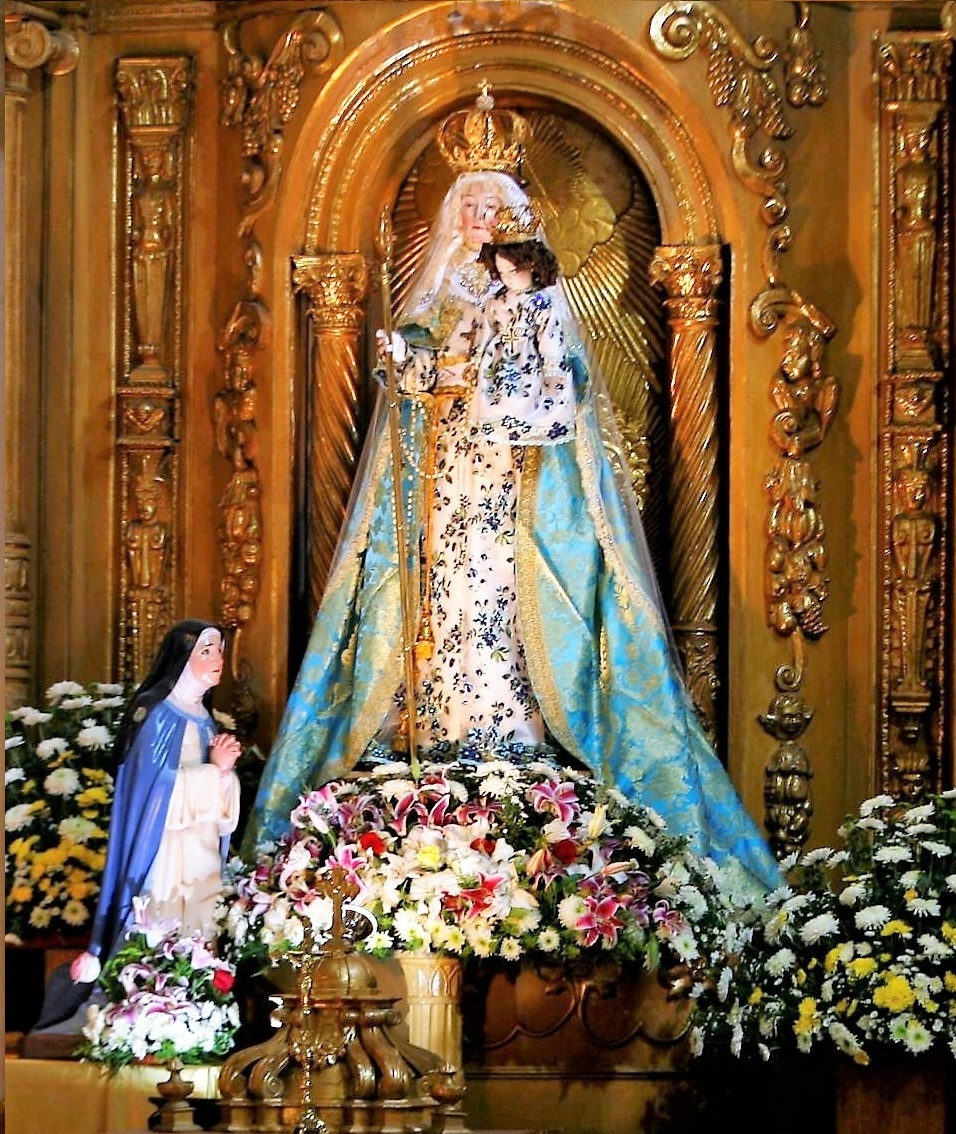
Estatua de Nuestra Señora del Buen Suceso con la imagen de Madre Mariana en el monasterio concepcionista de Quito, Ecuador (el lugar de las apariciones)

Su segunda muerte tuvo lugar el Viernes Santo de 1588, tras una aparición en la que se le mostraron los horribles abusos y herejías que existirían en la Iglesia de nuestro tiempo. Resucitó dos días después, el Domingo de Pascua por la mañana.
En la medianoche del 2 de febrero de 1594, la Madre Mariana de Jesús Torres oraba en el Real Monasterio de la Inmaculada Concepción en Quito, angustiada por los problemas de la evangelización y las faltas dentro y fuera del convento. Se le apareció la Virgen María, quien se identificó como María del Buen Suceso, Reina del Cielo y de la Tierra. Con el Niño Jesús en su mano izquierda y un báculo de oro en la derecha, le pidió que gobernara su monasterio como Priora y Madre. Cinco años después, el 16 de enero de 1599, la Virgen se le apareció nuevamente, pidiéndole que hiciera esculpir una estatua de ella tal como la veía, para colocarla sobre la cátedra de la priora. Indicó que el báculo y las llaves en su mano derecha simbolizarían su autoridad, y el Niño Jesús en su izquierda mostraría su poder para aplacar la justicia divina y su rol como modelo de perfección religiosa.
Ante la duda de la Madre Mariana sobre encontrar un escultor digno, la Virgen le dijo que ella misma midiera su altura con su cordón seráfico. Aunque temerosa de tocarla, la Madre Mariana obedeció y la Virgen le indicó que entregara la medida a Francisco del Castillo, un escultor de conciencia delicada, quien sería el único digno de tallar su imagen. Le pidió ayuda con oraciones y sufrimientos. En otra aparición, la Virgen predijo tiempos difíciles para la Iglesia en Ecuador y enfatizó la necesidad de ejecutar su imagen bajo la advocación del Buen Suceso como un "pararrayos" contra la ira divina. Ordenó que se hablara con el obispo para que la imagen fuera esculpida, consagrada y nombrada María del Buen Suceso de la Purificación o Candelaria, insistiendo en la urgencia de su realización.
Ante la reiterada objeción de la Madre Mariana sobre su incapacidad para describir sus facciones, la Virgen le aseguró que la perfección de la obra correría por su cuenta, con la ayuda secreta de los arcángeles Gabriel, Miguel y Rafael. Le repitió la orden de medir su altura con el cordón, el cual se estiró milagrosamente. Doce días después de ordenar hablar con el obispo, la Virgen se le apareció nuevamente a la Madre Mariana, quien había postergado la tarea. Tras una amonestación maternal, la religiosa se disculpó y prometió obedecer. Ese mismo día, informó al obispo Salvador de Ribera, quien, tras verificar su objetividad, aprobó el proyecto y ofreció su ayuda. La Madre Mariana contrató a Francisco del Castillo, quien aceptó la tarea como una gracia y se negó a recibir pago. Tras buscar la mejor madera, comenzó a trabajar en el coro alto del monasterio, con gran amor y devoción. Pronto, bienhechores ofrecieron los materiales para las llaves, la corona y el báculo. La bendición solemne de la imagen se fijó para el 2 de febrero de 1611. Tres semanas antes, faltaba el colorido del rostro. Mientras el escultor buscaba las tintas, las religiosas encontraron la imagen milagrosamente terminada al amanecer del 16 de enero. Una luz celestial inundaba el coro, y se escuchaban voces angelicales cantando el "Salve Sancta Parens". El rostro de la Virgen irradiaba luz, mostrando una expresión majestuosa, serena y amable, mientras que el Niño Jesús reflejaba amor y ternura.

### Tercera muerte y reliquias

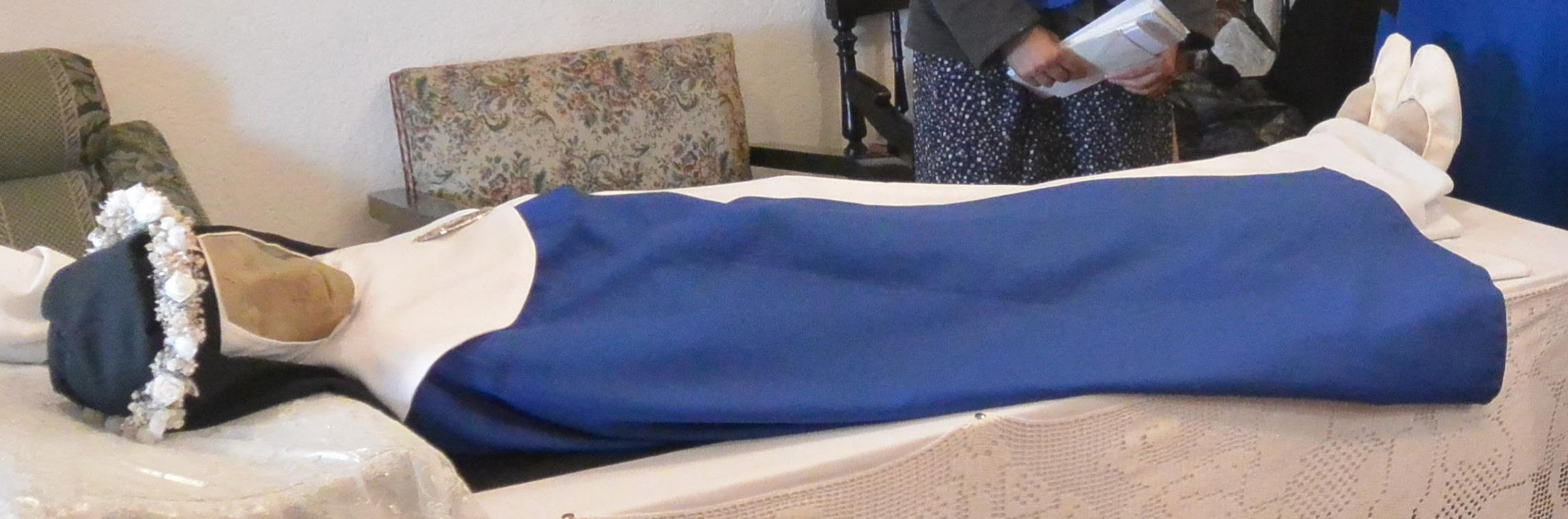
Cuerpo incorrupto de la Madre Mariana de Jesús Torres

En sus últimos días, predijo serenamente la fecha y hora de su muerte. El 16 de enero de 1635, tras recibir los últimos sacramentos y despedirse de sus hermanas, falleció a la hora anunciada con una dulce sonrisa en sus labios. Tres días después, su cuerpo fue encontrado incorrupto.
Su vida estuvo marcada por el sacrificio y la penitencia en favor de la humanidad, siendo considerada un "pararrayos" entre la justicia divina y el mundo pecador. Tras su muerte, la devoción a Nuestra Señora del Buen Suceso creció. La imagen fue canónicamente coronada como Reina de Quito el 2 de febrero de 2001. Madre Mariana es venerada como una figura mística y profética, cuyas revelaciones tienen paralelismos con las de Fátima. Su proceso de canonización está en curso, siendo reconocida como Sierva de Dios.

#### Imagen de Mariana de Jesús Torres
En el retrato con el que se le recuerda, consta el siguiente texto:
La madre Mariana de Jesús Torres, española una de las fundadoras y abadesa de este monasterio de limpia concepción de Quito, que por su humildad mereció comunicarse con la santísima Virgen del Buen Suceso. 
El cuerpo de la Madre Mariana de Jesús Torres, junto con el cuerpo incorrupto de otra Madre Fundadora, se conserva en la planta baja del Convento de clausura. En 1906, durante la remodelación del Convento, se abrió el sarcófago en el que había sido enterrada en 1635 y se descubrió su cuerpo, entero e incorrupto. Hoy se conserva en la planta baja del convento de clausura. 

#### Restos físicos
El cuerpo de la Madre Mariana de Jesús Torres, junto con el cuerpo incorrupto de otra Madre Fundadora, se conserva en la planta baja del Convento de clausura. En 1906, durante la remodelación del Convento, se abrió el sarcófago en el que había sido enterrada en 1635 y se descubrió su cuerpo, entero e incorrupto. La arquidiócesis de Quito abrió su proceso para la canonización en 1986. Hoy se conserva en la planta baja del convento de clausura de la Inmaculada Concepción de Quito (también conocida como de Nuestra Señora del Buen Suceso) en el centro histórico de la misma ciudad.  

## Milagros asociados con Mariana de Jesús Torres
Según el estudio de Manoel de Sousa Pereira, la biografía de Mariana de Jesús Torres está relacionada con los siguientes milagros:
- Apariciones de Jesús Sacramentado y la Virgen María: Desde temprana edad, Mariana experimenta visiones y escucha la voz de Jesús Sacramentado. Tiene múltiples apariciones de la Virgen María, quien le revela su destino en la Orden Concepcionista y posteriormente se manifiesta como la Virgen del Buen Suceso, pidiéndole la creación de su imagen para guiar el monasterio.
- Celestial Desposorio con el Hijo Unigénito de Dios: Evento místico en el que Mariana tiene un desposorio espiritual con Jesucristo.
- Favores divinos y éxtasis: En varias ocasiones, Nuestro Señor la favorece con éxtasis admirables, durante los cuales experimenta una profunda unión con lo divino. Incluso se cree que Jesús colocó una gota de licor divino en sus labios.
- Aparición de la Sagrada Familia: Durante el ejercicio del "Vía-Crucis", se le aparece la Sagrada Familia.
- La Santísima Virgen corta una de las venas del corazón de Mariana: Este acto simbólico parece representar una profunda unión en el sufrimiento y la entrega.
- Resurrección de Madre Mariana: En dos ocasiones se menciona su muerte mística y posterior resurrección, lo que subraya su especial conexión con la vida divina.
- La milagrosa Cruz con fulgores celestiales: Durante su encarcelamiento, aparece una cruz luminosa, interpretada como una señal de gracia divina.
- Intervención de la Virgen María apagando la lámpara del Santísimo: Ante la inobservancia de una religiosa, la Virgen María realiza este acto como una señal de desagrado divino.
- Transformación de velas en cirios: Durante la preparación para la llegada de un prelado, las velas se transforman milagrosamente en cirios.
- Curación milagrosa de una monja enferma: La enorme paciencia y oraciones de las Madres españolas logran la curación de una monja gravemente enferma.
- Devolución milagrosa del corazón de Madre Mariana: Tras un período de sufrimiento, se describe cómo Nuestro Señor le devuelve su corazón.